# Albert Zirkel
Albert Zirkel (n. 23 octombrie 1884, Newark, New Jersey, SUA – d. februarie 1945, Newark, New Jersey, SUA) a fost un luptător ce a reprezentat Statele Unite ale Americii, medaliat olimpic. A participat la o ediție a Jocurilor Olimpice (1904) în care a câștigat o medalie de bronz.

## Participări
Lista de mai jos prezintă principalele competiții la care a participat Albert Zirkel de-a lungul carierei.
- wrestling at the 1904 Summer Olympics – men's freestyle lightweight[*]